# بورتوبرنسس
بورتوبرنسس (بالإنجليزية: Puerto Princesa) هي مدينة تقع في الفلبين في بالاوان. يقدر عدد سكانها بـ 222,673 نسمة ومساحتها 2,381.02 كم2 .

## المدن التوأمة
مدن هونولولو وجايابورا هي مدن توأمة لـبورتوبرنسس.

## أعلام
- ريكو يان
- أوليفر أغابيتو
- روميو برين
- رامون ميترا، الابن